# Pla Guillem

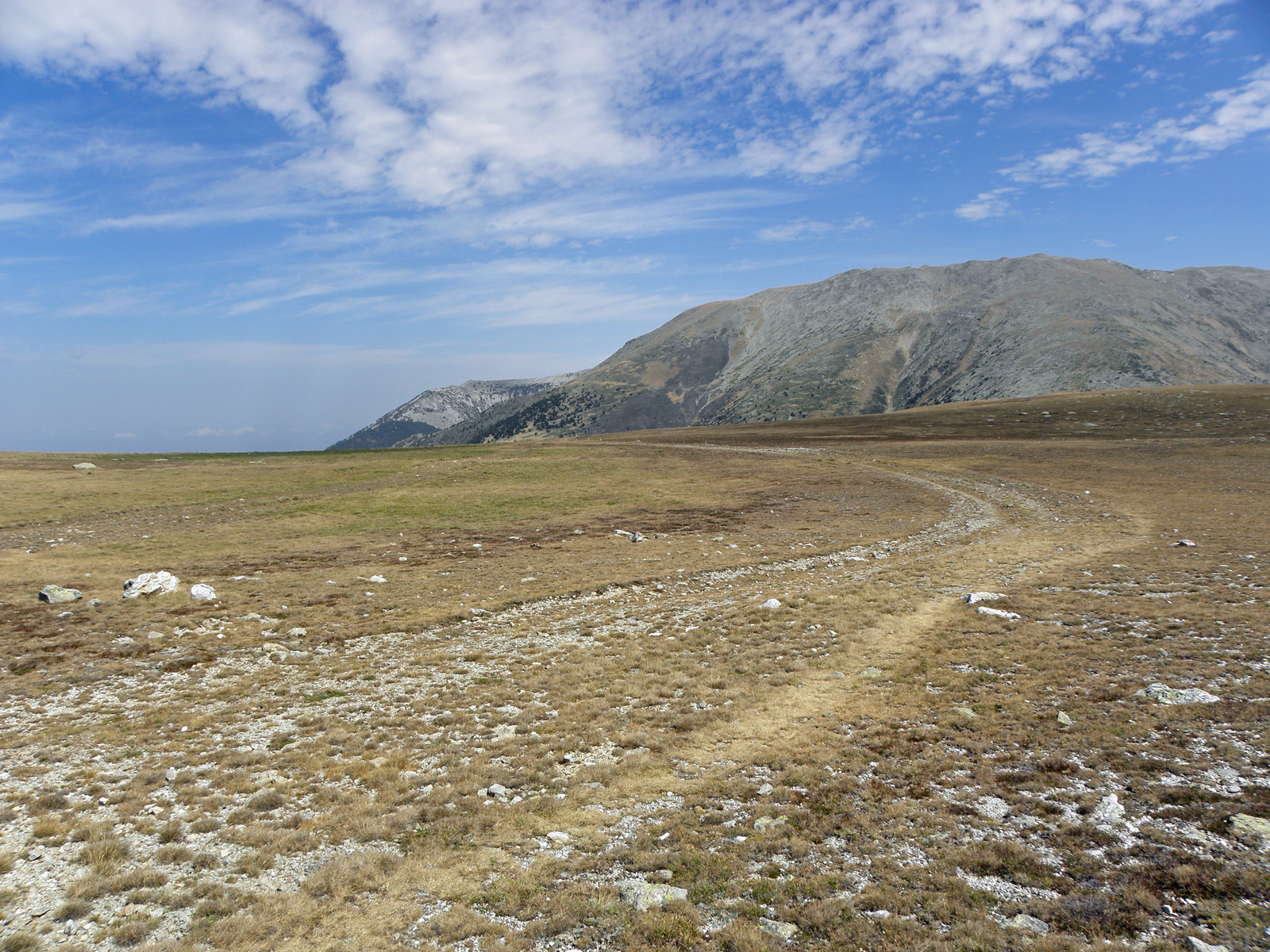
La immensitat del Pla Guillem

El Pla Guillem és un altiplà situat al sud-oest del massís del Canigó a 2.200-2.300 msnm, a cavall dels termes comunals de Castell de Vernet i Pi de Conflent, tots dos de la comarca del Conflent, a la Catalunya del Nord. Els seus vessants meridional sud-occidental són dins del terme de Prats de Molló i la Presta, de la comarca del Vallespir.
És just a l'extrem sud-oest de la comuna de Castell de Vernet i al sud-est de la de Pi de Conflent, al nord del Cim dels Cums.
A la part inferior de la carretera, a la part nord del Pla, hi ha el refugi de Pla Guillem, molt utilitzat pels excursionistes del Massís del Canigó. El Pla Guillem és en moltes de les rutes excursionistes del Massís del Canigó. Una de les rutes que hi passa és l'anomenat Tour del Canigó.